# Bolonha
Bolonha (Bologna /boˈloɲɲa/ em italiano) é uma comuna italiana, capital e a maior cidade da região da Emília-Romanha, província de Bolonha, mais especificamente, entre os rios Reno e o Savena. Bolonha é uma cidade universitária com cerca de 400 000 habitantes, sendo a sétima maior cidade em termos de população na Itália e é o coração de uma área metropolitana (oficialmente reconhecida pelo governo italiano como uma cidade metropolitana) de cerca de 1 000 000 habitantes. Localiza-se no centro norte do país. Estende-se por uma área de 140 km², tendo uma densidade populacional de 2 643 hab/km².

## História
Tem origem Etrusca,sendo fundada em 510 a.C. No século II a.C., constituía uma colónia romana. Com a queda deste império, passou a pertencer ao Império Bizantino, submetida a Ravena. No século XII era uma cidade independente e muito próspera. Em 1506 esteve sob controle papal. Entre 1796 e 1815, Bolonha foi ocupada por Napoleão Bonaparte; posteriormente, até 1859, pertenceu aos Estados Pontifícios. Durante o período monárquico era um centro republicano emblemático e durante a Segunda Guerra Mundial foi intensamente bombardeada. Com o final do conflito tornou-se no centro italiano do socialismo e do comunismo.

## Monumentos e outros locais de interesse
- Basílica de São Petrónio na Praça Maior
- Torre dos Asinelli
- Praça e fonte de Neptuno
- Igreja de Santa Maria dos Escravos
- Palazzo Re Enzo

## Economia
É a partir desta cidade que a região comercializa os seus produtos agrícolas. Centro de cruzamento de diferentes meios de comunicação terrestres e marítimos, editorial e educativo, Bolonha possuiu a mais antiga universidade do Mundo ainda em funcionamento. Nela estudaram os poetas italianos mais famosos, como Dante Alighieri e Petrarca. As suas indústrias são principalmente de maquinaria agrícola, de aço, química e alimentar.

## Demografia
| Variação demográfica do município entre 1861 e 2011                               |
|                                                                                   |
| Fonte: Istituto Nazionale di Statistica (ISTAT) - Elaboração gráfica da Wikipedia |